# Стайная
Стайная — река в России, протекает в Солигаличском районе Костромской области. Устье реки находится в 4 км по правому берегу реки Совега (Севдюга). Длина реки составляет 12 км.
Исток Стайной находится в болотах на границе Костромской и Вологодской областей примерно в 32 км к северу от Солигалича. Всё течение реки лежит в заболоченном ненаселённом лесном массиве. Генеральное направление течения — северо-запад, крупных притоков нет.

## Данные водного реестра
По данным государственного водного реестра России относится к Двинско-Печорскому бассейновому округу, водохозяйственный участок реки — Северная Двина от начала реки до впадения реки Вычегда, без рек Юг и Сухона (от истока до Кубенского гидроузла), речной подбассейн реки — Сухона. Речной бассейн реки — Северная Двина.
По данным геоинформационной системы водохозяйственного районирования территории РФ, подготовленной Федеральным агентством водных ресурсов:
- Код водного объекта в государственном водном реестре — 03020100312103000007599
- Код по гидрологической изученности (ГИ) — 103000759
- Код бассейна — 03.02.01.003
- Номер тома по ГИ — 03
- Выпуск по ГИ — 0